# Gassville
Gassville es una ciudad en el condado de Baxter, Arkansas, Estados Unidos. Para el censo de 2000 la población era de 1.706 habitantes.

## Geografía
Gassville se localiza a 36°16′59″N 92°29′24″O / 36.28306, -92.49000. De acuerdo con la Oficina del Censo de los Estados Unidos, la ciudad tiene un área total de 8,9 km², de los cuales el 100% es tierra.

## Demografía
Para el censo de 2000, había 1.706 personas, 653 hogares y 474 familias en la ciudad. La densidad de población era 191,7 hab/km². Había 712 viviendas para una densidad promedio de 80,4 por kilómetro cuadrado. De la población 97,83% eran blancos, 0,18% afroamericanos, 0,41% amerindios, 0,29% asiáticos, 0,06% isleños del Pacífico, 0,35% de otras razas y 0,88% de dos o más razas. 1,17% de la población eran hispanos o latinos de cualquier raza.
Se contaron 653 hogares, de los cuales 34,5% tenían niños menores de 18 años, 56,0% eran parejas casadas viviendo juntos, 12,7% tenían una mujer como cabeza del hogar sin marido presente y 27,4% eran hogares no familiares. 23,9% de los hogares eran un solo miembro y 11,3% tenían alguien mayor de 65 años viviendo solo. La cantidad de miembros promedio por hogar era de 2,45 y el tamaño promedio de familia era de 2,89.
En la ciudad la población está distribuida en 26,8% menores de 18 años, 6,8% entre 18 y 24, 27,5% entre 25 y 44, 20,2% entre 45 y 64 y 18,6% tenían 65 o más años. La edad media fue 37 años. Por cada 100 mujeres había 84,8 varones. Por cada 100 mujeres mayores de 18 años había 78,5 varones.
El ingreso medio para un hogar en la ciudad fue de $25.478 y el ingreso medio para una familia $30.481. Los hombres tuvieron un ingreso promedio de $22.955 contra $17.267 de las mujeres. El ingreso per cápita de la ciudad fue de $12.221. Cerca de 11,7% de las familias y 18,9% de la población estaban por debajo de la línea de pobreza, 25,4% de los cuales eran menores de 18 años y 14,0% mayores de 65.